# Мезенцево (Алтайский край)
Мезенцево — село в Тюменцевском районе Алтайского края. Административный центр и единственный населённый пункт Мезенцевского сельсовета.

## География
Расположено на правом берегу реки Черемшанки (правый приток реки Кулунды). Абсолютная высота — 203 метра над уровнем моря.
Климат
Климат характеризуется как континентальный, с продолжительной холодной зимой и коротким тёплым летом. Средняя температура самого тёплого месяца (июля) составляет 18 — 20 °С (абсолютный максимум — 40 °С). Средняя температура самого холодного месяца (января) — −18 — −19 °С (абсолютный минимум — −52 °С). Годовое количество осадков — 300—350 мм. Продолжительность периода с устойчивым снежным покровом составляет 155 −160 дней.

## История
Основано в 1861 году. В 1926 году в селе имелось 345 хозяйств и проживало 1686 человек (781 мужчина и 905 женщин). В национальном составе населения того периода преобладали русские. Действовали школа I ступени, изба-читальня и лавка общества потребителей. В административном отношении являлось центром Мезенцевского сельсовета Тюменцевского района Каменского округа Сибирского края.

## Население
| 1926 | 1997 | 1998 | 1999 | 2000 | 2001 | 2002 | 2003 | 2004 | 2005 | 2006 |
| ---- | ---- | ---- | ---- | ---- | ---- | ---- | ---- | ---- | ---- | ---- |
| 1686 | ↘507 | ↘477 | ↗510 | ↗523 | ↘486 | ↗495 | ↗501 | ↘500 | ↘479 | ↘478 |
| 2007 | 2008 | 2009 | 2010 | 2011 | 2012 | 2013 | 2014 | 2015 | 2016 | 2017 |
| ↘452 | ↘439 | ↘436 | ↘368 | ↘366 | ↘349 | ↘340 | ↘327 | ↘326 | ↘320 | ↗328 |
| 2018 | 2019 | 2020 | 2021 |      |      |      |      |      |      |      |
| ↘313 | ↗314 | ↘311 | ↘309 |      |      |      |      |      |      |      |

Национальный состав
Согласно результатам переписи 2002 года, в национальной структуре населения русские составляли 94 %.